# Parting Glances
Parting Glances – amerykański dramat filmowy z 1986 roku w reżyserii Billa Sherwooda. Zdjęcia kręcono w Nowym Jorku.